# A nagyenyedi kollégium 1704-es pusztulása
A nagyenyedi Bethlen Gábor Kollégium, az erdélyi magyar oktatás egyik meghatározó intézménye, többször került pusztulás és újjáépítés kereszttüzébe. Az egyik legdrámaibb esemény 1704-ben, a Rákóczi-szabadságharc idején történt, amikor a várost és a kollégiumot is elpusztították. Ez a történelmi pillanat a magyar oktatás és közösségi kitartás szimbóluma lett.

## Történelmi háttér
A Rákóczi-szabadságharc során Erdély kulcsfontosságú területté vált, ahol a császári és a kuruc erők folyamatosan csatároztak. Nagyenyed, amely egy jelentős magyar és református központ volt, szimbolikusan is fontos szerepet játszott. 1704 márciusában Erdély császári főhadparancsnoka, Rabutin tábornok, a kurucokkal szimpatizáló városok ellen indított büntető hadjáratot. Március 16-án, virágvasárnap reggel, a császári csapatok szász és oláh segéderőkkel betörtek Nagyenyedre, felgyújtották a várost, és kifosztották az ottani református kollégiumot is.
A támadók kegyetlenkedései különösen súlyosan érintették a kollégiumot, amely a magyar református oktatás és művelődés egyik legfontosabb bástyája volt. A támadás során nemcsak az épületek, hanem a könyvtár és az oktatáshoz használt eszközök is elpusztultak.

## A diákok ellenállása
A nagyenyedi kollégium diákjai bátorságukkal és leleményességükkel próbálták megvédeni intézményüket. Jókai Mór "A nagyenyedi két fűzfa" című elbeszélésében ezt az eseményt humoros és idealizált formában örökítette meg: a diákok fűzfadorongokkal és kövekkel támadták meg a meglepett labancokat, szétverve őket. Bár az elbeszélés részben irodalmi túlzás, a valóságban is dokumentálták a diákok ellenállását.
Azonban a túlerővel szemben a védekezés kudarcot vallott. A támadók megölték a tanulók egy részét, másokat megsebesítettek, és elpusztították az intézmény értékeit. A diákok bátorsága ennek ellenére példát adott a magyar közösség számára, és hősies ellenállásuk emléke máig fennmaradt.

## Újjáépítés és további pusztítás
Az 1704-es pusztítás után a nagyenyedi kollégium újjáépítése hamar megkezdődött. Az intézmény fennmaradása érdekében Pápai Páriz Ferenc rektor az angliai protestáns közösségekhez fordultak segítségért. I. György angol király országos pénzgyűjtést hirdetett és összesen 11 ezer angol fontból, valamint hazai könyv- és pénzadományokból az intézményt másodszor is újjáépítették. Az újjáépítés során a könyvtárat is elkezdték helyreállítani, amely a magyar és egyetemes tudományosság fontos gyűjteményévé vált.

## Emlékezet
Az 1704-es események a magyar oktatástörténet egyik legnagyobb tragédiájává, ugyanakkor a kitartás szimbólumává váltak. A nagyenyedi kollégium azóta is az erdélyi magyar közösség egyik legfontosabb intézménye, amely nemcsak az oktatás, hanem a kulturális és vallási identitás őrzője is.
Az intézmény története során többször újjáépült, és az évszázadok során folyamatosan gyarapodott. Az itt tanulók számára a diákok 1704-es példája a mai napig inspiráló történet, amely a közösség erejét és a tudás iránti vágy legyőzhetetlenségét hirdeti.
Ezekre az eseményekre emlékszik meg a nagyenyedi diákemlékmű is.